# Supino
Supino – miejscowość i gmina we Włoszech, w regionie Lacjum, w prowincji Frosinone.
Według danych na rok 2004 gminę zamieszkiwały 4783 osoby, 136,7 os./km².